# Razih (huyện)
Huyện Razih là một huyện thuộc tỉnh Sa`dah, Yemen. Đến thời điểm năm 2003, huyện này có dân số 62915 người